# Sankt Petersborg
 Der er for få eller ingen kildehenvisninger i denne artikel, hvilket er et problem. Du kan hjælpe ved at angive troværdige kilder til de påstande, som fremføres i artiklen.

Sankt Petersborg (russisk: Санкт-Петербу́рг, tr. Sankt-Peterbúrg, russisk udtale: [ˌsankt pʲɪtʲɪrˈburk]  ( hør)) er en storby ved floden Neva i det nordvestlige Rusland. Byen har officielt 5.652.922 (2025) indbyggere, men tallet er sandsynligvis højere pga. indvandring fra Ruslands landdistrikter og de tidligere sovjetrepublikker. Den er dermed den næststørste by i Rusland efter Moskva, den fjerdestørste by i Europa, den største by ved Østersøen og den nordligste millionby i verden.
Byen har været kendt som Petrograd (russisk: Петроград, 1914–1924) og Leningrad (russisk: Ленинград, 1924–1991). Det nuværende russiske navn, der er tysk inspireret, blev genindført i 1991.
Sankt Petersborg er en føderal by og har dermed både status som en by og en føderal enhed i Den Russiske Føderation. En af byens kendte indbyggere er den russiske præsident, Vladimir Putin.

## Navn
Peter den Store opkaldte ved dens grundlæggelse i 1703 byen efter sin skytshelgen, Apostlen Peter. Byen fik navnet Petrograd (russisk: Петроград) i 1914 og navnet Leningrad (russisk: Ленинград) i 1924. Efter Sovjetunionens opløsning udskrev bystyret i Leningrad en folkeafstemning, om byen skulle have sit gamle navn tilbage. 54% stemte for ændringen, og den 6. september 1991 blev det oprindelige navn Sankt Petersborg (russisk: Санкт-Петербу́рг) genindført. Provinsen omkring byen bærer imidlertid stadig det sovjetiske navn Leningrad oblast.
I daglig tale omtales byen på russisk ofte som Piter (russisk: Питер).

## Historie
Sankt Petersborg blev grundlagt i 1703 af Peter den Store i en sump i Ingermanland, der havde været under svensk kontrol siden freden i Stolbova i 1617, hvor Rusland afstod området. Det blev genindtaget af Rusland i begyndelsen af Den store nordiske krig (1700–1721). Området blev officielt afstået til Rusland i 1721. Byen blev anlagt som Ruslands "vindue til Europa" som led i Peter den Stores plan om at tiltrække vesteuropæiske kunstnere, intellektuelle, håndværkere m.v.
Efter udbruddet af 1. verdenskrig blev byen omdøbt 31. august 1914 på ordre af tsar Nikolaj 2. for at undgå, at den russiske hovedstad bar et tyskklingende navn. Det nye navn Petrograd betød også "Peters By". Byen blev efter Februarrevolutionen 1917 og tsardømmets fald hjemsted for tre på hinanden følgende borgerlige regeringer, der arbejdede for at give Rusland en grundlov og afholde frie valg. De borgerlige regeringer blev imidlertid udfordret af bolsjevikpartiet, der krævede magten overdraget til fabriksarbejderne. (De udgjorde et meget lille mindretal i byen og et endnu mindre på landsplan).
Afgørende for at bolsjevikkerne kunne overtage magten i byen under Oktoberrevolution var Lenins ankomst til byen. Han var af tyskerne hjulpet ud af sit eksil i Schweiz.
Oktoberrevolutionen i 1917 brød ud i Petrograd og blev startskuddet til den russiske borgerkrig. Under den blev byen højborg for bolsjevikkerne og var sammen med Moskva deres stærkeste bastion. Byen forblev Ruslands hovedstad, indtil Lenin og hans styre flygtede til Moskva 5. marts 1918. Lenin døde i Moskva 23. januar 1924, og tre dage efter blev Petrograd omdøbt til Leningrad ("Lenins By").
Da Finland blev angrebet i november 1939, blev det søgt retfærdiggjort af en påstand om, at Sovjetunionen ville styrke forsvaret af Leningrad. Historiske finske bosætninger lå tæt på Leningrads forstæder, fordi Peter den Store havde anlagt sin hovedstad på nyerobret land. Stalin ønskede at deportere hele områdets finske befolkning.
Under 2. verdenskrig blev byen udsat for kraftige tyske angreb, men det lykkedes dem aldrig at erobre byen. De belejrede den i mere end 900 dage, hvor den kun havde forbindelse til resten af Sovjetunionen via en jernbane over Ladoga-søen. Belejringen af Leningrad kostede ca. 800.000 af byens 3.000.000 indbyggere livet. Byen blev på grund af sit mod den første sovjetiske by, der fik hæderstitlen "Helteby". I visse officielle sammenhænge bruges navnet "Heltebyen Leningrad" stadig.

## Geografi

### Topografi
Sankt Petersborg ligger ved bredden af Nevafloden og Den Finske Bugt og på øer i floddeltaet. Den største er Vasilijøen (udover den kunstige ø mellem Obvodnijkanalen og Fontanka og Kotlin i Nevabugten), Petrogradskij, Dekabristov og Krestovskij. Sidstnævnte sammen med Jelagin og Kamennyj øerne er hovedsageligt dækket af parker. Det karelske næs, nord for byen, er et populært ferieområde. I syd krydser Sankt Petersborg Baltiske-Ladoga klint og når til Izjoraplateauet.
Sankt Petersborgs højde går fra havniveau til Orekhovaya bakken 175,9 m o.h. i Duderhofer bakkerne mod syd. Byen vest for Liteyny Prospekt 4 m over havet har lidt under talrige oversvømmelser. Oversvømmelserne i Sankt Petersborg bliver udløst af højvande i Østersøen forårsaget af vestenvind i Neva-bugten. De mest katastrofale oversvømmelser er: 1824, 421 centimeter over havets overflade, over tre hundrede bygninger blev ødelagt, 1924, 380 centimeter, 1777, 321 centimeter, 1955, 293 centimeter og 1975, 281 centimeter. For at forhindre oversvømmelser er Sankt Petersborgdæmningen bygget.
Siden 1700-tallet er byområdet udvidet ved opfyldning: nogle steder er der fyldt op med mere end 4 meter og flere tidligere øer er blevet landfaste, samtidigt er hydrologien i byen blevet ændret. Ud over Neva og dens bifloder er andre vigtige floder i den føderale by Sankt Petersborg: Sestra, Óchta og Izjora. Den største sø er Sestroretskij razliv mod nord, fulgt af Lachtinskij razliv, Suzdal søerne og andre mindre søer.
På grund af placeringen ved ca. 60° N varierer dagens længde i Sankt Petersborg: fra 5 timer og 53 minutter til 18 timer og 50 minutter. Fra midten af maj til midten af juli, hvor tusmørket kan vare hele natten, kaldes "Sankt Petersborg hvide nætter".

### Klima
Sankt Petersborg har ifølge Köppens klimaklassifikation (Dfb) et fugtigt kontinentalklima. Med udpræget modererende indflydelse fra Østersøen, der resulterer i varme, fugtige og korte somre og lange, kolde våde vintre.
Den gennemsnitlige dagtemperatur i juli er 23° C; med maksimumtemperatur på 37,1° C, målt under den nordlige halvkugles hedebølge i 2010. Vinter minimumstemperatur på -35,9° C blev målt i 1883. Den gennemsnitlige årlige temperatur er 5,8° C. Nevafloden fryser normalt til i november/december, og isen bryder op i april. Fra december til marts er der i gennemsnit 118 dage med snedække, som når en gennemsnitlig dybde på 19 cm i februar. Byen er i gennemsnit frostfri i 135 dage om året. Byen har et lidt varmere klima end forstæderne. Vejrforholdene er ganske variable hele året rundt.
Gennemsnitlig årlig nedbør er på 661 mm og når maksimum i sensommeren. Jordfugtighed er næsten altid høj på grund af lavere fordampning på grund af det kølige klima. Luftfugtigheden er 78% i gennemsnit, og der er i gennemsnitligt 165 overskyede dage om året.
| Vejr for Sankt Petersborg             | Vejr for Sankt Petersborg | Vejr for Sankt Petersborg | Vejr for Sankt Petersborg | Vejr for Sankt Petersborg | Vejr for Sankt Petersborg | Vejr for Sankt Petersborg | Vejr for Sankt Petersborg | Vejr for Sankt Petersborg | Vejr for Sankt Petersborg | Vejr for Sankt Petersborg | Vejr for Sankt Petersborg | Vejr for Sankt Petersborg | Vejr for Sankt Petersborg |
|                                       | Jan                       | Feb                       | Mar                       | Apr                       | Maj                       | Jun                       | Jul                       | Aug                       | Sep                       | Okt                       | Nov                       | Dec                       | År                        |
| ------------------------------------- | ------------------------- | ------------------------- | ------------------------- | ------------------------- | ------------------------- | ------------------------- | ------------------------- | ------------------------- | ------------------------- | ------------------------- | ------------------------- | ------------------------- | ------------------------- |
| Gennemsnitlig maks °C                 | −3                        | −3                        | 2                         | 9,3                       | 16                        | 20                        | 23                        | 20,8                      | 15                        | 8,6                       | 2                         | −1,5                      | 9,1                       |
| Gennemsnitlig °C                      | −5,5                      | −5,8                      | −1,3                      | 5,1                       | 11,3                      | 15,7                      | 18,8                      | 16,9                      | 11,6                      | 6,2                       | 0,1                       | −3,7                      | 5,8                       |
| Gennemsnitlig min °C                  | −8                        | −8,5                      | −4,2                      | 1,5                       | 7                         | 11,7                      | 15                        | 13,4                      | 8,8                       | 4                         | −1,8                      | −6,1                      | 2,7                       |
| Gennemsnitlig nedbør mm               | 44                        | 33                        | 37                        | 31                        | 46                        | 71                        | 79                        | 83                        | 64                        | 68                        | 55                        | 51                        | 661                       |
| Kilde (29. marts 2013): Pogoda.ru.net |                           |                           |                           |                           |                           |                           |                           |                           |                           |                           |                           |                           |                           |

## Demografi
Den føderale by Sankt Petersborg har i følge den seneste folketælling i Rusland i 2021 et officielt indbyggertal på 5.601.911 indbyggere. Indbyggertallet er sandsynligvis højere pga. indvandring fra Ruslands landdistrikter og de tidligere sovjetrepublikker.
Sankt Petersborgs storbyområde, der udover hele den føderale by Sankt Peterborgs territorium også omfatter dele af det omkringliggede Leningrad oblast, har et omtrentligt indbyggertal på 6.500.000 (2024)  indbyggere.

## Politik og administration
Sankt Petersborg er en by af føderal betydning og har dermed både status som en by og en føderal enhed i Den Russiske Føderation. Selve byen Sankt Petersborgs areal er 605,8 km², mens arealet for den føderale enhed, der indeholder Sankt Petersborg by er 1.439 km². Byen er delt i 81 kommunale okrugs, ni kommunale byer og 21 kommunale bosættelser. De kommunale byer er Kolpino, Krasnoje Selo, Kronstadt, Lomonosov, Pavlovsk, Petergof, Pusjkin, Sestroretsk og Zelenogorsk.
Den føderale by Sankt Petersborg ligger omkranset af Leningrad oblast (russisk: Ленингра́дская о́бласть, tr. Leningradskaja oblast), hvis administrative center ligger i Sankt Petersborg, selvom byen ikke er en del af oblasten.

## Bybillede og arkitektur
Den gamle bydel i Sankt Petersborg og dens monumenter blev optaget på UNESCOs verdensarvsliste i 1990 i henhold til kriterierne i, ii, iv og vi
Vigtige seværdigheder i byen:
| - Peter og Paul-fæstningen - Peter og Paul-katedralen - Opstandelseskirken - Vinterpaladset - Admiralitetet - Eremitagen, der er et af verdens førende kunstmuseer. | - Mariinskij-teatret - Aleksandra-teatret - Aleksander Nevskij-klostret - Smolnyjklostret - Nevskij Prospekt - Kazan-katedralen | - Isaak-katedralen - Panserkrydseren Aurora - Det russiske museum - Malo-Kalinkin broen, der forbinder øerne Kolomna og Pokrovsky. Broen er optaget på UNESCOs Verdensarvsliste - Religionshistorisk Museum |

- Peter og Paul-fæstningen med Peter og Paul-katedralen
- Isaak-katedralen.
- Malo-Kalinkin broen.
- St. Petersborgs institut for litteratur.
- Mojka-floden

## Kultur

### Personer fra Sankt Petersborg
| - Mikhail Glinka - Modest Musorgskij - Nikolaj Rimskij-Korsakov - Pjotr Iljitj Tjajkovskij - Igor Stravinskij - Dmitrij Sjostakovitj | - Aleksandr Pusjkin - Fjodor Dostojevskij - Nikolaj Gogol - Anna Akhmatova - Aleksandr Blok - Joseph Brodskij | - Zhores Alferov - Ilja M. Frank |

### Bands fra Sankt Petersborg
- Leningrad
- Alisa
- Akvarium
- Kino

## Zenit Skt. Petersborg
Byens største fodboldhold hedder Zenit Skt. Petersborg. Det spiller i den bedste russiske række og vandt 2008-udgaven af UEFA cuppen.
Klubbens forhenværende angriber Andrej Arsjavin er anfører for det russiske landshold, og klubben er i skarp konkurrence med hovedstadsklubben CSKA Moskva om at føre i ligaen.

## Venskabsbyer
Sankt Petersborg er venskabsby med følgende byer:
| - Mar del Plata, Argentina - Buenos Aires, Argentina - Jerevan, Armenien - Baku, Aserbajdsjan - Melbourne, Australien - Antwerpen, Belgien - Rio de Janeiro, Brasilien - Plovdiv, Bulgarien - Quebec, Canada - Havana, Cuba - Santiago de Cuba, Cuba - Limassol, Cypern - Aarhus, Danmark - Alexandria, Egypten - Manchester, England - Tallinn, Estland - Tartu, Estland - Kotka, Finland - Mikkeli, Finland - Tampere, Finland - Turku, Finland - Helsinki, Finland - Bordeaux, Frankrig | - Le Havre, Frankrig - Lyon, Frankrig - Nice, Frankrig - Paris, Frankrig - Piraeus, Grækenland - Thessaloniki, Grækenland - Minsk, Hviderusland - Mumbai, Indien - Isfahan, Iran - Teheran, Iran - Haifa, Israel - Venedig, Italien - Genova, Italien - Milano, Italien - Osaka, Japan - Aqaba, Jordan - Alma-Ata, Kazakhstan - Astana, Kazakhstan - Beijing, Kina - Qingdao, Kina - Shanghai, Kina - Osh, Kirgisistan - Zagreb, Kroatien | - Daugavpils, Letland - Riga, Letland - Vilnius, Litauen - Kaunas, Litauen - Guadalajara, Mexico - Rotterdam, Nederlandene - Nampo, Nordkorea - Oslo, Norge - Stavanger, Norge - Bethlehem, Palæstina - Gdansk, Polen - Krakow, Polen - Constanta, Rumænien - Edinburgh, Skotland - Kosice, Slovakiet - Maribor, Slovenien - Barcelona, Spanien - Colombo, Sri Lanka - Khartoum, Sudan - Göteborg, Sverige - Stockholm, Sverige - Johannesburg, Sydafrika - Capetown, Sydafrika | - Busan, Sydkorea - Daegu, Sydkorea - Dushanbe, Tadsjikistan - Bangkok, Thailand - Prag, Tjekkiet - Istanbul, Tyrkiet - Hamburg, Tyskland - Dresden, Tyskland - Kyiv, Ukraine - Lions, Ukraine - Nikolaev, Ukraine - Odessa, Ukraine - Sevastopol, Ukraine/Rusland - Kharkov, Ukraine - Debrecen, Ungarn - Montevideo, Uruguay - Los Angeles, USA - Saint Petersburg, Florida, USA - Haiphong, Vietnam - Ho Chi Minh City, Vietnam - Graz, Østrig |